# マディソン郡 (ミズーリ州)
マディソン郡（英: Madison County）は、アメリカ合衆国ミズーリ州の南東部、リード（鉛）・ベルト地域に位置する郡である。2010年国勢調査での人口は12,226人であり、2000年の11,800人から3.6％増加した。郡庁所在地はフレデリックタウン市（人口3,985人）であり、同郡で人口最大の都市でもある。マディソン郡は1818年12月14日に設立され、郡名は第4代アメリカ合衆国大統領ジェームズ・マディソンに因んで名付けられた。
マディソン郡のある地域は鉱業が重要な産業であり、ミシシッピ川より西では最古の鉛鉱山が開かれた

## 地理
アメリカ合衆国国勢調査局に拠れば、郡域全面積は497.60平方マイル (1,288.8 km2)であり、このうち陸地496.73平方マイル (1,286.5 km2)、水域は0.87平方マイル (2.3 km2)で水域率は0.17％である。

### 主要高規格道路
- アメリカ国道67号線
- ミズーリ州道72号線

### 隣接する郡
- セントフランソア郡 - 北
- ペリー郡 - 北東
- ボリンガー郡 - 東
- ウェイン郡 - 南
- アイアン郡 - 西

### 国立保護地域
- マーク・トウェイン国立の森（部分）

## 人口動態
以下は2000年の国勢調査による人口統計データである。
| 基礎データ - 人口: 11,800人 - 世帯数: 4,711 世帯 - 家族数: 3,330 家族 - 人口密度: 9人/km2（24人/mi2） - 住居数: 5,656軒 - 住居密度: 4軒/km2（11軒/mi2） 人種別人口構成 - 白人: 98.30% - アフリカン・アメリカン: 0.13% - ネイティブ・アメリカン: 0.25% - アジア人: 0.29% - その他の人種: 0.20% - 混血: 0.83% - ヒスパニック・ラテン系: 0.56% 年齢別人口構成 - 18歳未満: 24.6% - 18-24歳: 7.9% - 25-44歳: 26.3% - 45-64歳: 23.3% - 65歳以上: 18.0% - 年齢の中央値: 39歳 - 性比（女性100人あたり男性の人口） - 総人口: 92.1 - 18歳以上: 87.7 | 世帯と家族（対世帯数） - 18歳未満の子供がいる: 31.2% - 結婚・同居している夫婦: 57.4% - 未婚・離婚・死別女性が世帯主: 10.1% - 非家族世帯: 29.3% - 単身世帯: 25.9% - 65歳以上の老人1人暮らし: 14.3% - 平均構成人数 - 世帯: 2.46人 - 家族: 2.93人 収入と家計 - 収入の中央値 - 世帯: 30,421米ドル - 家族: 37,474米ドル - 性別 - 男性: 27,670米ドル - 女性: 15,909米ドル - 人口1人あたり収入: 15,825米ドル - 貧困線以下 - 対人口: 17.2% - 対家族数: 12.8% - 18歳未満: 22.6% - 65歳以上: 16.2% |

## 教育
マディソン郡の25歳以上の住民のうち、68.6％は高校卒以上の学歴を持ち、7.8％は学士以上の学位を持っている。

## 宗教
2000年宗教データアーカイブ協会郡別信徒報告書に拠れば、マディソン郡は福音主義プロテスタントが最多数を占めるバイブル・ベルトにある。最も多い会派は南部バプテスト連盟の37.87％、続いて独立系非カリスマ教会の17.42％、ナショナル・アソシエーション・オブ・フリーウィル・バプテストの12.10％である。

## 都市と町
| - カスターステーション - コバルト - フレデリックタウン - 郡庁所在地 | - ジャンクションシティ - マーカンド - ミルクリーク | - マインラモット - オークグローブ - セイコ | - ザイオン |

## 政治

### 地方
マディソン郡の地方レベルでは、共和党と民主党が、郡の選挙で選ばれる役職を分け合っている。

#### 国政
大統領選挙のレベルではかなり独立色の強い郡である。共和党支持が強い他の田園部郡とは異なり、その時の時流に乗ることは滅多にない。2000年と2004年の大統領選挙では、ジョージ・W・ブッシュがマディソン郡を制したが、1992年と1996年ははビル・クリントンが制した。2008年の選挙では、州内の田園部にある郡と同様、バラク・オバマよりジョン・マケインを選んだ。ただしその票差は他の田園部郡に比べて差が小さかった。
マディソン郡は州内の田園部郡と同様、社会的にまた文化的に保守的であり、それが共和党支持の傾向に強く影響している。2004年の州民投票では、結婚を男と女の結合として定義する州憲法改正案をマディソン郡は84.78％という圧倒的多数で賛成した。州全体でも71％の賛成で可決し、ミズーリ州は同性結婚を禁止する最初の州になった。2006年の州民投票では、胚性幹細胞の研究を予算化し、合法化する憲法改正案が掛けられたが、マディソン郡では57.60％が反対した。州全体では51%の賛成と辛うじて改正が成立し、胚性幹細胞の研究を最初に認めた州の1つになった。郡民は伝統的に社会問題に保守的であるが、最低賃金の増加のような人民主義的施策は支持する傾向にある。やはり2006年の州民投票で最低賃金を時間あたり6.50ドルに増やす命題については、マディソン郡では74.43％が支持した。この命題は州内のどの郡でも支持され、75.94％が賛成した。

#### 2008年大統領予備選挙
2008年の大統領予備選挙で、マディソン郡は二大政党の候補者をどちらも州全体と全国で二位に終わった者を選んだ。民主党の予備選挙ではヒラリー・クリントンが1位となり、さらに共和党予備選挙で各候補者に投じられた票数よりも多かった。